# Eicher (constructeur de tracteurs)
Pour les articles homonymes, voir Eicher.
Eicher était un constructeur de tracteurs allemand établi à Forstern en Bavière. Il est créé à Forstern en 1934 par deux cousins, Josef et Albert Eicher.

## Historique
Le premier tracteur de la marque a été produit à Forstern en Bavière, en 1934, il était équipé d'un moteur Deutz monocylindre.
Après la Seconde Guerre mondiale, au cours de laquelle certains moteurs Eicher étaient utilisés par la Wehrmacht, ce dont les cousins Eicher se défendaient, la production décolle, les gammes aussi avec une série baptisée par des noms d'animaux : Léopard, Tigre, Roi Tigre (Konigstiger) Mammut, qui sera construite à partir de 1958, date à laquelle les exportations se développent. En 1959, Eicher signe un accord de licence avec une entreprise indienne, et des tracteurs Eicher indiens sont fabriqués avec la même mécanique. Très rapidement, les Indiens fabriqueront plus de tracteurs que la production allemande.
Eicher se développe, une seconde usine (Forstern Sud est construite) puis Eicher rachète à Hans Glass (les Goggomobiles) son usine de Dingolfing, et rachète la marque de machines agricoles Isaria. Au milieu des années 1960, Eicher devient leader en Allemagne pour la vente des tracteurs agricoles et passe le cap des 100 000 unités produites en 1965. À cette époque, les usines Eicher emploient 2 000 personnes et sont loin devant l'autre constructeur bavarois Fendt.
À cette époque, Eicher lance une nouvelle gamme, les 3 000, avec un nouveau profil, un nouveau logo, des couleurs nuancées. Un 100 cv (Wotan) est lancé en 1968, et c'est l'un des tracteurs les plus puissants à cette époque, avec un équilibre en quatre roues motrices impressionnant.
Malheureusement, les cousins vieillissent et sans relève réelle, ils vendent en 1973 leur entreprise  à Massey Ferguson qui hérite ainsi d'un excellent réseau de concessionnaires dans les pays germaniques. Massey Ferguson ne respecte pas sa parole et très rapidement élimine les moteurs et la marque Eicher (au début les tracteurs restent bleus), puis deviennent rouge Massey, puis les moteurs disparaissent, les usines cessent leur activité, et la coentreprise fait faillite rapidement.
Les Indiens d'Eicher Goodearth tentent de relancer la marque en créant une nouvelle société Eicher GMBH, mais l'absence d'étude de nouveaux produits, de base de fabrication, mettent une nouvelle fois l'entreprise en péril et malgré une tentative de diffusion de tracteurs suisses Hürlimann sous les couleurs Eicher, la marque disparaît définitivement dans les années 1980. Une ultime tentative est faite par un distributeur alsacien Dromson (pour les tracteurs étroits Type Puma) fabriqués en Ex-Allemagne de l'Est, mais l'absence de qualité, de distribution, discrédite définitivement le nom Eicher en Europe.
Pour autant, Eicher en Inde restera longtemps un grand constructeur de tracteurs (700 000 unités produites) avant d'être revendue de nouveau à Massey Ferguson. Le groupe Eicher en Inde produit des camions, des engins de travaux publics, des cars, et emploie plus de 7 000 personnes.

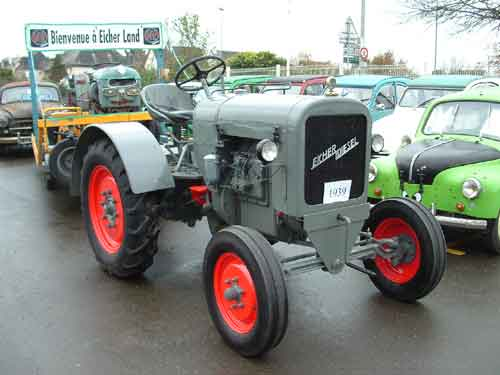
Un tracteur Eicher.
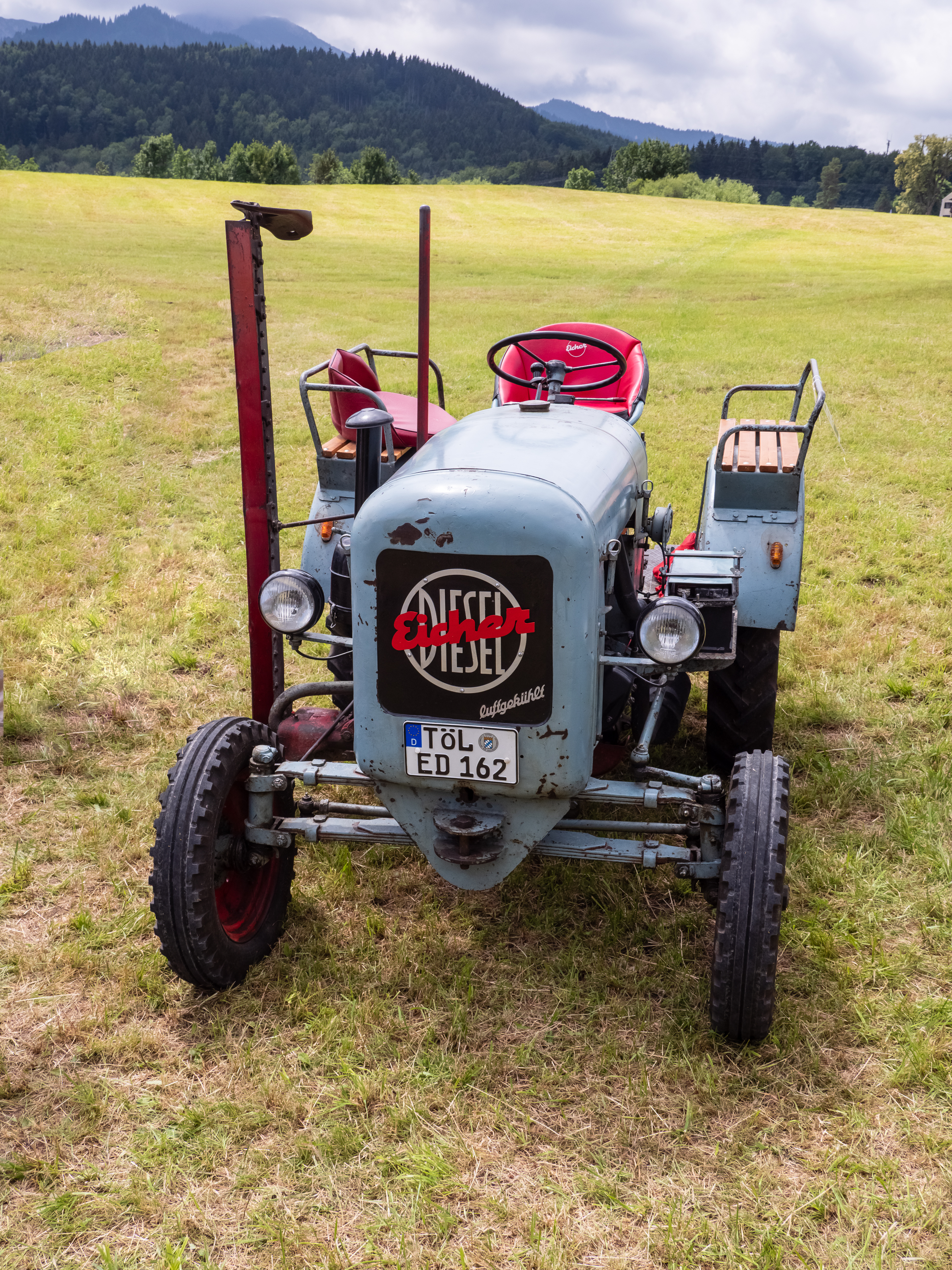
Un tracteur Eicher.